# I-17 (подводная лодка)
I-17 — японская подводная лодка типа «I-15», состоявшая на вооружении Императорского флота Японии во время Второй мировой войны. Действовала в начале войны в восточной части Тихого океана, стала первой подлодкой стран блока оси, достигших побережья США. Оказывала поддержку японским войскам в боях на Соломоновых островах, курсировала в юго-западной части Тихого океана. Потоплена в августе 1943 года.

## Общее описание
Подводные лодки типа «I-15» (типа B1) — дальнейшее развитие подводных лодок подтипа KD6 типа «Кайдай». Лодки типа «I-15» оснащались гидросамолётом для ведения разведки в море. Водоизмещение — 2631 т в надводном положении и 3713 т в подводном положении. Главные размерения: длина 108,7 м, ширина 9,3 м и осадка 5,1 м. Рабочая глубина — 100 м.
Главная энергетическая установка состояла из двух дизельных двигателей, каждый из которых при мощности в 6200 л. с. приводил в движение по одному винту. Мощность электромотора, применявшегося для перемещения под водой — 1000 л. с. Максимальная скорость — 23,6 узла на поверхности и 8 узлов под водой. Дальность плавания над водой — 14 тысяч морских миль при скорости 16 узлов, под водой — 96 морских миль при скорости 3 узла.
Подлодка была вооружена шестью носовыми 533-мм торпедными аппаратами и несла на борту до 17 торпед. Артиллерия — 140-мм морское орудие Тип 11-й год и два 25-мм зенитных орудия Тип 96.. В районе капитанского мостика располагался авиаангар, на передней палубе находилась авиационная катапульта.
Тип подводных лодок «I-15» (или «B1») был крупнейшим по числу построенных для японского флота субмарин — было построено 18, из которых до конца войны дожила только субмарина I-36.

## Служба

### Перл-Харбор
7 декабря 1941 года во время нападения на Перл-Харбор I-17 вела патрулирование к северу от Оаху. Её миссия заключалась в обнаружении и уничтожении любых кораблей, пытавшихся прорваться из Перл-Харбора. I-17 направлялась к станции у мыса Мендосино, когда нефтяной танкер SS Emidio водоизмещением 6912 т, шедший из Сиэтла в Сан-Педро, повстречался японцам. I-17 открыла огонь из 140-мм орудия утром 20 декабря 1941 года по танкеру, и после пяти попаданий экипаж покинул танкер, отправившись к Блант-Риф, а сам танкер разбился о скалы у Кресент-Сити (останки пущены на слом в 1959 году). Обстрел американских городов, планируемый на Рождество 1941 года, не состоялся из-за того, что участились воздушные и морские патрулирования у побережья.

### Обстрел американского побережья
В ночь на 19 апреля 1942 года I-17 прибыла к мысу Лома у Сан-Диего, отправившись туда с атолла Кваджалейн, и затем отправилась на север вдоль побережья Калифорнии. 23 февраля I-17 открыла огонь по американскому побережью, что вошло в историю как «Бомбардировка Эллвуда» и стало первым обстрелом американской метрополии в истории Второй мировой войны. По наступлении 19:00 подлодка всплыла примерно в 10 морских милях к западу от Санта-Барбары напротив нефтедобывающих станций Эллвуда и за 20 минут выпустила 17 снарядов по хранилищу топлива Richfield, однако точность обстрела была невысокой: один снаряд попал в точку, находившуюся в миле от цели. Ближайшим попаданием стало попадание в 27 м от ближайшей цистерны с горючим.
Несмотря на провальный обстрел, в новостях поспешно сообщили о вторжении японцев в США, а уже на следующую ночь силы ПВО Лос-Анджелеса были приведены в полную боевую готовность из-за инцидента с предполагаемым НЛО, известного как битва за Лос-Анджелес. За 30 минут из орудий было выпущено 1440 76-мм и 37-мм снарядов в ночное небо, а 10 т шрапнели и прочих неразорвавшихся боеприпасов упали на город.

### Миссии в Гуадалканал
В ноябре 1942 года с палубы I-17 сняли 140-мм орудие, и подлодка отправилась в Гуадалканал с первой своей вспомогательной миссией.

### Битва в море Бисмарка
2 марта 1943 года во время битвы в море Бисмарка японский конвой, доставлявший войска в Лаэ, подвергся авианалёту ВВС США и ВВС Австралии, и так продолжалось в течение трёх дней. Все восемь транспортных кораблей и четыре эскортных эсминца были потоплены. Японцев на спасательных шлюпках добивали самолёты и торпедные катера. I-17 получила приказ добраться до места сражения и эвакуировать раненых. 5 марта торпедные катера PT-143 и PT-150 обнаружили I-17 рядом с тремя спасательными шлюпками, на которых находились выжившие в сражении. Субмарина принимала их на борт. После обстрела подлодка срочно погрузилась, а катера расстреляли японцев на шлюпках. Через несколько часов I-17 всплыла и приняла на борт 33 выживших. на следующий день I-17 спасла ещё 118 солдат и 4 моряков, а после этого прибыла в Лаэ и выгрузила 155 человек.

### ТорпедированиеStanvac Manila
24 мая 1943 года в 160 километрах к югу от Нумеа 23°45′ ю. ш. 166°30′ в. д. I-17 обнаружила танкер Stanvac Manila водоизмещением 10169 т, шедший под флагом Панамы. На борту танкера было шесть торпедных катеров в качестве груза. В 4:07 подлодка торпедировала танкер: попадание в машинное отделение привело к отключению всего электроснабжения на борту, и в 12:05 танкер затонул вместе с катерами PT-165 и PT-173. В 13:00 эсминец «Пребл» прибыл на место крушения и отбуксировал три катера PT-167, PT-171 и PT-174 в Нумеа. Ещё один катер, PT-172, добрался своим ходом. Погиб один человек.

### Гибель подлодки
Подлодка затонула 19 августа 1943 года к юго-востоку от Нумеа. Согласно показаниям шести выживших, в тот день в 64 км к юго-востоку от Нумеа гидросамолёт Yokosuka E14Y взлетел с борта I-17 и обнаружил конвой, вышедший из гавани. После этого I-17 двинулась за конвоем. Новозеландский тральщик «Туи», который сопровождал конвой, обнаружил подлодку и попытался сначала без использования глубинных бомб уничтожить субмарину. Вторая и третья попытка со сбросом по две глубинных бомбы не увенчались успехом, и тральщик потерял связь с подлодкой. Из 57-й разведывательной эскадрильи ВВС США были выделены гидросамолёты Vought OS2U Kingfisher, которые взлетели с авиабазы в Новой Каледонии.
Экипаж одного из самолётов связался с экипажем тральщика «Туи» и попросил их присмотреться к дыму на горизонте: там, как оказалось, была подводная лодка I-17. «Туи» открыл огонь с большого расстояния, нанеся как минимум одно точное попадание: в результате разрыва двух снарядов перед перископом I-17 получила серьёзные повреждения и вынуждена была погрузиться. Следы пузырей воздуха и разлившегося топлива отмечали её путь. Через 5 минут у подлодки начался сильный носовой крен, и она снова всплыла. Тем временем самолёты начали обстреливать выбежавших на палубу подлодки моряков, не позволяя им занять позиции у зенитных орудий. После сброса нескольких авиабомб подлодка получила несовместимые повреждения и пошла на дно (23°26′ ю. ш. 166°50′ в. д.). Из экипажа 91 человек погиб, шестеро были спасены экипажем тральщика.